# 검은고라니는 말한다
《검은고라니는 말한다》(Black Elk Speaks)는 존 니이하트가 기록한, 오글랄라 수우족의 의술사 헤하카 사파(Black Elk, 검은 사슴)의 1932년 이야기이다. 그의 아들인 벤 검은 사슴(Ben Black Elk)은 검은 사슴의 말을 라코타어에서 영어로 옮겨 놓았다. 대한민국에서는 "한 인디언 예언자가 말하는 그들의 영혼과 멸망사"라는 부제목에 "검은고라니는 말한다"라는 제목으로 2002년에 초판이 발행되었다. 그러나 elk는 와피티사슴(엘크)를 뜻하므로 적절하지 못한 번역이다.

## 설명
이 책은 어릴 적에 부족의 구원에 대한 위대한 계시를 받았으나 끝내 그 계시를 이루지 못한 한 인디언 예언자의 뼈아픈 고백록이다. 19세기의 황혼기를 살았던 라코타 부족의 예언자이자 주술사인 헤하카 사파와 그 부족 사람들의 이야기를 다룬 책이다. 또, 이 책은 20세기의 가장 빼어난 열 권의 영적인 책 가운데 하나로 여겨진다.
헤하카 사파는 백인들이 라코타 부족의 땅을 침범하여 들소 떼를 마구 잡아죽이고 라코타의 삶의 방식을 말살하려는 침략에 맞서 싸웠다. 그리하여 리틀 빅혼 전투에서 눈부신 승리를 거두었으나 운디드니의 대학살이라는 비극을 겪었다.

## 같이 보기
- 검은고라니
- 나를 운디드니에 묻어주오